# Год рождения 1921
«Год рождения 1921» (нем. Jahrgang 21 чеш. Ročník 21) — фильм 1958 года совместного производства Чехословакии-ГДР режиссёра Вацлава Гайера по одноимённому роману Карела Птачника.

## Сюжет
Весна 1945 года, Вторая мировая война. Гонзик с группой других чехов был остарбайтером насильственно вывезен в Третий рейх в качестве рабочей силы.
Во время разбора завалов в разбомбленном городе Штральзунде он спасает мальчика из-под обломков. При этом он сам серьёзно ранен.
В переполненной больнице приоритет отдается немцам, но медсестра Кете принимает его. Там он считается человеком второго сорта,  но Кете защищает его, ухаживает за ним, игнорируя все запреты. Между молодыми людьми возникает нежная любовь.
Кете достает чехам гражданскую одежду и они собираются бежать. Но среди них есть предатель: Олин был пойман немцами за торговлю на чёрном рынке, и, чтобы избежать наказания, стал доносчиком. Частично группу арестовывают, но Гонзику и некоторым его друзьям удаётся уйти.
Решив попрощаться с Кете он идёт к ней домой, и видит, как её из дома выводят гестаповцы.

## В ролях
- Ева Коттхауз — Кете
- Лудек Мунзар — Гонзик
- Иржи Совак — Кованда
- Йозеф Винкларж — Олин
- Станислав Фишер — Мирек
- Сватоплук Матиас — Карел
- Эдуард Цупак — Пепуш
- Вацлав Томшовски Лойзик
- Раймунд Шельхер — Вайс
- Вильгельм Кох-Хоге — Макс
- Лотта Лёбингер — фрау Шмидт
- Гизела Фрич — Лило
- Иоганнес Арпе — главный врач
- Марга Легаль — старшая медсестра
- Ирен Корб — кондуктор

## Критика
Фильм создан через много лет после войны. Это не делает его не актуальным. Во времена расцвета нацизма в Западной Германии вполне уместно напомнить и предупредить, чтобы ужасы войны не повторились. С этой точки зрения, новый фильм ценен и выполняет свою миссию, даже если в фильме нет намерения стать балладным, что особенно очевидно в конце, тем не менее, он впечатляюще обращается к нашему разуму и чувствам. И говорит он, конечно, о мире. В конце концов, о чем еще должен говорить этот военный опыт неопытных мальчиков в чужой и враждебной среде? Фильм о глубоких переживаниях войны не может звучать иначе, как антивоенно.
Оригинальный текст (чешск.)Ročník 21 vzniká mnoho let po válce. Neubírá mu to nijak na aktuálnosti. V době křísení nacismu v západním Německu je plně na místě připomenout a varovat , aby se válečné hrůzy neopakovaly . Z tohoto hlediska nový film , zabývající se jedním z pohnutých období našich národních dějin , je cenný a plní své  poslání I když z filmu nevychází záměr baladičnosti , zřejmý hlavně v závěru , přece hovoří působivě k našemu rozumu i citu. A hovoří, samozřejmě mírově. Vždyť  jak jinak by měly hovořit tyto válečné zkušenosti nezkušených chlapců v cizím a nepřátelském prostředí ? Film o hlubokých zážitcích z války nemůže vyznívat jinak než protiválečně
— чехословацкий журнал «KINO», 1958 год

Этот первый фильм, который DEFA сняла совместно с кинопроизводством Чехословакии. Тема преодоления обид, а также взаимопонимания, дружбы и единения между двумя народами — это создало предпосылки для сотрудничества между художниками обеих стран. Именно для этого был создан фильм, и в этом его смысл.— немецкий журнал «Deutsche Filmkunst», 1958 год